# Neodon sikimensis
Neodon sikimensis es una especie de roedor de la familia Cricetidae.

## Distribución geográfica
Se encuentra en Bután, China, India  y Nepal.